# Nati nel 1555
| Questa pagina contiene informazioni ricavate automaticamente dalle voci biografiche con l'ausilio del template Bio e di un bot. L'aggiornamento è periodico e automatico e ricostruisce completamente la pagina. Se manca una persona in questa lista, sei pregato di non aggiungerla, ma accertati piuttosto che la sua voce biografica contenga il template Bio e che i dati anagrafici siano correttamente compilati. Se il template Bio manca, inseriscilo tu stesso o, in alternativa, metti l'avviso {{tmp\|Bio}} che ne segnala la mancanza. Se i dati riportati sono sbagliati, correggi direttamente la voce biografica; le modifiche saranno visibili in questa lista entro pochi giorni. Per chiarimenti vedi il progetto biografie. La lista contiene solo le 61 persone che sono citate nell'enciclopedia e per le quali è stato implementato correttamente il template Bio. Pagina aggiornata al 24 dic 2024. |

## Gennaio(4)
- 14 gennaio - Alessandro Orologio, musicista e compositore italiano († 1633)
- 15 gennaio - Girolamo Agucchi, cardinale italiano († 1605)
- 25 gennaio - Carlo di Guisa, nobile francese († 1631)
- 26 gennaio - Carlo II di Monaco, sovrano monegasco († 1589)

## Febbraio(1)
- 9 febbraio - Marco Antonio Bonciari, umanista e linguista italiano († 1616)

## Marzo(1)
- 18 marzo - Francesco Ercole di Valois, nobile francese († 1584)

## Aprile(1)
- 21 aprile - Ludovico Carracci, pittore italiano († 1619)

## Maggio(1)
- 4 maggio - Anne Spencer, baronessa Monteagle, nobildonna inglese († 1618)

## Giugno(3)
- 11 giugno - Ludovico Zacconi, compositore e teorico musicale italiano († 1627)
- 13 giugno - Giovanni Antonio Magini, astronomo, astrologo e matematico italiano († 1617)
- 15 giugno - Moderata Fonte, poetessa italiana († 1592)

## Luglio(3)
- 6 luglio - Luigi di Guisa, cardinale e arcivescovo cattolico francese († 1588)
- 16 luglio - Lancelot Andrewes, teologo inglese († 1626)
- 17 luglio - Richard Carew, storico, traduttore e antiquario inglese († 1620)

## Agosto(1)
- 1º agosto - Edward Kelley, alchimista e glottoteta inglese († 1597)

## Settembre(2)
- 23 settembre - Louise de Coligny, principessa († 1620)
- 28 settembre - Enrico de La Tour d'Auvergne, nobile e militare francese († 1623)

## Ottobre(3)
- 6 ottobre - Ferenc I Nádasdy, nobile († 1604)
- 10 ottobre - Francesco Vendramin, cardinale e patriarca cattolico italiano († 1619)
- 12 ottobre - Peregrine Bertie, XIII barone Willoughby de Eresby, generale, diplomatico e nobile inglese († 1601)

## Novembre(5)
- 1º novembre - Orazio Ariosto, letterato italiano († 1593)
- 1º novembre - Renato I Borromeo, nobile e diplomatico italiano († 1608)
- 5 novembre - Vittoria Bentivoglio, soprano italiana († 1587)
- 13 novembre - Massimiliano d'Austria, arcivescovo cattolico spagnolo († 1614)
- 17 novembre - Pedro de Valencia, filosofo, umanista e storico spagnolo († 1620)

## Dicembre(2)
- 4 dicembre - Heinrich Meibom, storico e poeta tedesco († 1625)
- 7 dicembre - Johannes Goddaeus, giurista tedesco († 1632)

## Senza giorno specificato(34)
- Naresuan, militare siamese († 1605)
- Johann Arndt, teologo tedesco († 1621)
- Baldassarre Báthory, nobile rumeno († 1594)
- Rutilio Benincasa, astronomo e astrologo italiano († 1626)
- Bernardino Brozzi, pittore italiano († 1617)
- Antonio Coloma y Saa, militare spagnolo († 1619)
- Mikuláš Dačický di Heslov, scrittore e poeta ceco († 1626)
- Dong Qichang, pittore cinese († 1636)
- Diana Falangola, nobildonna italiana
- Giulio Cesare Gabussi, compositore italiano († 1611)
- Henry Garnet, gesuita britannico († 1606)
- Anne Hathaway,  inglese († 1623)
- Ikoma Kazumasa, militare giapponese († 1610)
- Petrus Kenicius, religioso svedese († 1636)
- Konishi Yukinaga, militare giapponese († 1600)
- Axel Kurck, militare finlandese († 1630)
- Andreas Libavius, medico e chimico tedesco († 1616)
- François de Malherbe, poeta e scrittore francese († 1628)
- Matsudaira Ietada, militare giapponese († 1600)
- Francesco Montemezzano, pittore italiano († 1600)
- Hans Morinck, scultore tedesco († 1616)
- Namioka Akimura, militare giapponese
- Okudaira Nobumasa, militare giapponese († 1615)
- Gaspar Pérez de Villagrá, esploratore spagnolo († 1620)
- Paolo Quagliati, compositore e organista italiano († 1628)
- Cesare Ripa, storico dell'arte e scrittore italiano († 1622)
- Franz Schmidt, boia tedesco († 1634)
- Charles Stuart, conte († 1576)
- Antonio Tempesta, pittore e incisore italiano († 1630)
- Giovan Battista Trotti, pittore italiano († 1619)
- Thomas Watson, poeta inglese († 1592)
- Tomas de Lemos, teologo spagnolo († 1629)
- Luís de Sousa, scrittore portoghese († 1632)
- Diego Álvarez, teologo e arcivescovo cattolico spagnolo († 1632)